# Второй закон Ньютона
Второ́й зако́н Нью́то́на — дифференциальный закон механического движения, описывающий зависимость ускорения тела от равнодействующей всех приложенных к телу сил и массы тела. Один из трёх законов Ньютона. Основной закон динамики.
Объектом, о котором идёт речь во втором законе Ньютона, является материальная точка, обладающая неотъемлемым свойством — инерцией, величина которой характеризуется массой. В классической (ньютоновской) механике масса материальной точки полагается постоянной во времени и не зависящей от каких-либо особенностей её движения и взаимодействия с другими телами.
Второй закон Ньютона в его наиболее распространённой формулировке, справедливой для скоростей, много меньших скорости света, утверждает: в инерциальных системах отсчёта ускорение, приобретаемое материальной точкой, прямо пропорционально вызывающей его силе, не зависит от её природы, совпадает с ней по направлению и обратно пропорционально массе материальной точки.

## Второй закон Ньютона в классической механике

### Возможные формулировки
- В своём труде «Математические начала натуральной философии» Исаак Ньютон приводит следующую формулировку[11] своего закона:

Изменение количества движения пропорционально приложенной движущей силе и происходит по направлению той прямой, по которой эта сила действует.

- Современная формулировка:

В инерциальных системах отсчёта ускорение, приобретаемое материальной точкой, прямо пропорционально вызывающей его силе, совпадает с ней по направлению и обратно пропорционально массе материальной точки.

Обычно этот закон записывается в виде формулы

{\displaystyle {\vec {a}}={\frac {\vec {F}}{m}},} 
где {\displaystyle {\vec {a}}} — ускорение тела, {\displaystyle {\vec {F}}} — сила, приложенная к телу, а {\displaystyle \ m} — масса тела.
Или в ином виде:
{\displaystyle m{\vec {a}}={\vec {F}}}
- Формулировка второго закона Ньютона с использованием понятия импульса:

В инерциальных системах отсчёта производная импульса материальной точки по времени равна действующей на неё силе:

{\displaystyle {\frac {d{\vec {p}}}{dt}}={\vec {F}},} 
где {\displaystyle {\vec {p}}=m{\vec {v}}} — импульс (количество движения) точки, {\displaystyle {\vec {v}}} — её скорость, а {\displaystyle t} — время.

### Область применения закона
Второй закон Ньютона в классической механике сформулирован применительно к движению материальной точки. Предполагается, что масса материальной точки неизменна во времени. Уравнения, соответствующие данному закону, называются уравнениями движения материальной точки или основными уравнениями динамики материальной точки.
Иногда в рамках классической механики предпринимались попытки распространить сферу применения уравнения {\displaystyle d{\vec {p}}/dt={\vec {F}}} и на случай тел переменной массы. Однако вместе с таким расширительным толкованием уравнения приходилось существенным образом модифицировать принятые ранее определения и изменять смысл таких фундаментальных понятий, как материальная точка, импульс и сила.
В случае, когда на материальную точку действует несколько сил, каждая из них сообщает точке ускорение, определяемое вторым законом Ньютона так, как если бы других сил не было (принцип суперпозиции сил). Поэтому результирующее ускорение материальной точки можно определить по второму закону Ньютона, подставив в него равнодействующую силу.
Уравнение второго закона Ньютона {\displaystyle {\vec {F}}=m{\vec {a}}} предполагает скалярную аддитивность масс.
Помимо материальной точки, уравнение второго закона Ньютона применимо также для описания механического движения центра масс механической системы. Центр масс движется, как материальная точка, имеющая массу, равную массе всей системы, и находящаяся под действием всех внешних сил, приложенных к точкам системы (теорема о движении центра масс системы).
Уравнение второго закона Ньютона может быть записано в виде {\displaystyle dm\cdot d{\vec {v}}/dt=d{\vec {F}}} для распределённой силы, где {\displaystyle dm=\rho dV} — элемент массы ({\displaystyle \rho } — плотность вещества, {\displaystyle dV} — элементарный объём), а {\displaystyle d{\vec {F}}} — бесконечно малая действующая на него сила ({\displaystyle {\vec {f}}=d{\vec {F}}/dV} — плотность силы). Отталкиваясь от такой записи, получают уравнение, выражающее баланс импульса для сплошных сред — уравнение движения сплошной среды (в частности, в гидродинамике идеальной (невязкой) жидкости — уравнение Эйлера, а в гидродинамике линейно-вязкой жидкости — уравнение Навье — Стокса).
Второй закон Ньютона выполняется только в инерциальных системах отсчёта. Тем не менее, добавляя к силам, действующим со стороны других тел, силы инерции, для описания движения в неинерциальных системах отсчёта можно пользоваться уравнением второго закона Ньютона. В таком случае для неинерциальной системы отсчёта уравнение движения записывается в той же форме, что и для инерциальной системы: масса тела, умноженная на его ускорение относительно неинерциальной системы отсчёта, равна по величине и направлению равнодействующей всех сил, включая и силы инерции, приложенные к телу.

### Логическая роль второго закона Ньютона
В ньютоновском изложении классической механики законы Ньютона ниоткуда не «выводятся», они имеют статус аксиом, базирующихся на совокупности экспериментальных фактов. Как и аксиомы математики, аксиомы ньютоновской динамики можно сформулировать немного по-разному.
При одном подходе второй закон Ньютона позиционируется как экспериментально проверяемое утверждение о пропорциональности ускорения вызывающей его силе и, одновременно, определение инертной массы тела через отношение величин силы и ускорения. Тогда основная идея второго закона состоит в декларации линейности соотношения «сила—ускорение», то есть что именно эти величины (а не, скажем, сила и скорость) и именно таким образом (а не квадратично и т. п.) связаны между собой.
При другом подходе можно ввести инертную массу независимо от второго закона Ньютона, через массу определённого тела, принимаемого за эталон. Тогда второй закон содержит два независимо экспериментально проверяемых утверждения: о пропорциональности ускорения силе и обратной пропорциональности массе.
Во многих практических и учебных задачах второй закон Ньютона позволяет вычислять силу. Но данный закон не является дефиницией силы (высказывание типа «по определению, сила есть произведение массы на ускорение» неуместно), иначе он превратился бы в тавтологию.
В случае отсутствия воздействия на тело со стороны других тел ({\displaystyle {\vec {F}}=0}), из второго закона Ньютона следует, что ускорение тела равно нулю. Отсюда может показаться, что первый закон Ньютона входит во второй как его частный случай. Однако, это не так, поскольку именно первым законом постулируется существование инерциальных систем отсчёта, что является самостоятельным содержательным утверждением. Соответственно, первый закон Ньютона формулируется независимо от второго.

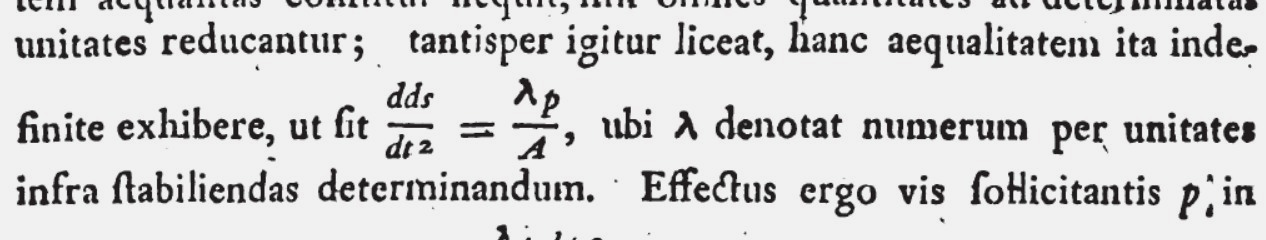
Фрагмент из трактата Леонарда Эйлера «Theoria motus corporum solidorum seu rigidorum» (1769), в котором второй закон Ньютона записан с множителем λ, зависящим от выбора системы единиц (A — масса тела, p — сила).

Второй закон Ньютона устанавливает связь между динамическими и кинематическими величинами. Кроме того, уравнение закона {\displaystyle {\vec {F}}=m{\vec {a}}} может рассматриваться как уравнение связи между физическими величинами при определении единиц силы в системах СИ, СГС и других. Единица силы определяется как такая сила, которая материальной точке с массой, равной единице массы, принимаемой в качестве основной, сообщает ускорение, равное единице ускорения, определённой ранее в качестве производной единицы. (При независимом выборе единиц массы, силы и ускорения выражение второго закона нужно писать в виде {\displaystyle m{\vec {a}}=k{\vec {F}}}, где {\displaystyle k} — коэффициент пропорциональности, определяющийся выбором единиц измерения; в частности, такая форма записи — с размерным коэффициентом — практикуется в американской технической литературе при использовании британской системы единиц.)
Сила {\displaystyle {\vec {F}}} во втором законе Ньютона зависит только от координат {\displaystyle {\vec {r}}} и скорости {\displaystyle {\vec {v}}} материальной точки: {\displaystyle {\dot {\vec {p}}}={\vec {F}}({\vec {r}},{\vec {v}})}. Основная задача физической механики сводится к нахождению функции {\displaystyle {\vec {F}}({\vec {r}},{\vec {v}})}.
Формула второго закона Ньютона {\displaystyle {\vec {a}}={\vec {F}}/m} выражает принцип причинности классической механики. Координаты и скорости материальной точки в момент времени {\displaystyle t+\Delta t} (где {\displaystyle \Delta t\to 0}) непрерывно и однозначно определяются через их значения в момент времени {\displaystyle t} и заданную силу {\displaystyle {\vec {F}}}, действующую на материальную точку. Разлагая в ряд Тейлора и ограничиваясь малыми первого порядка по {\displaystyle t}, получаем: {\displaystyle {\vec {r}}(t+\Delta t)={\vec {r}}(t)+{\vec {v}}\Delta t}, {\displaystyle {\vec {v}}(t+\Delta t)={\vec {v}}(t)+{\vec {a}}\Delta t}. Форма, в которой в механике реализуется причинность, называется механистическим или лапласовским детерминизмом.
Уравнение второго закона Ньютона {\displaystyle {\vec {F}}=m{\vec {a}}} инвариантно относительно преобразований Галилея. Это утверждение называется принципом относительности Галилея.
В классической механике закон сохранения энергии, закон сохранения импульса и закон сохранения момента импульса являются следствиями второго закона Ньютона, однородности времени, однородности и изотропности пространства, а также некоторых предположений относительно характера действующих сил.
В случае, когда сила {\displaystyle {\vec {F}}} постоянна, интегрирование уравнения второго закона Ньютона {\displaystyle d{\vec {v}}/dt={\vec {F}}/m} приводит к равенству {\displaystyle {\vec {v}}_{2}-{\vec {v}}_{1}={\vec {F}}/m\cdot (t_{2}-t_{1})}. Это соотношение показывает, что под действием заданной силы {\displaystyle {\vec {F}}} определённое изменение скорости {\displaystyle \Delta {\vec {v}}={\vec {v}}_{2}-{\vec {v}}_{1}} у тела с большей массой происходит за более продолжительный промежуток времени. Поэтому говорят, что все тела обладают инерцией, а массу {\displaystyle m} называют мерой инерции тела.

### Запись закона в разных системах координат
Векторная запись второго закона Ньютона {\displaystyle m{\vec {a}}={\vec {F}}} верна для любой инерциальной системы координат, относительно которой определяются входящие в этот закон величины (сила, масса, ускорение). Однако, разложение на компоненты (проекции) будет различным для декартовой, цилиндрической и сферической систем. Интерес также представляет разложение на нормальную и тангенциальную составляющие.
- Декартова прямоугольная система координат

{\displaystyle m{\ddot {x}}=F_{x}}, {\displaystyle m{\ddot {y}}=F_{y}}, {\displaystyle m{\ddot {z}}=F_{z}}, 
где {\displaystyle {\vec {F}}=F_{x}{\vec {i}}+F_{y}{\vec {j}}+F_{z}{\vec {k}}}, а орты декартовой системы {\displaystyle {\vec {i}}}, {\displaystyle {\vec {j}}}, {\displaystyle {\vec {k}}} направлены по осям координат (в сторону возрастания конкретной координаты),
- Цилиндрическая система координат

{\displaystyle m({\ddot {\rho }}-\rho {\dot {\varphi }}^{2})=F_{\rho }}, {\displaystyle m(\rho {\ddot {\varphi }}+2{\dot {\rho }}{\dot {\varphi }})=F_{\varphi }}, {\displaystyle m{\ddot {z}}=F_{z}}, 
где {\displaystyle {\vec {F}}=F_{\rho }{\vec {e}}_{\rho }+F_{\varphi }{\vec {e}}_{\varphi }+F_{z}{\vec {e}}_{z}}, а орты {\displaystyle {\vec {e}}_{\rho }}, {\displaystyle {\vec {e}}_{\varphi }}, {\displaystyle {\vec {e}}_{z}} цилиндрической системы берутся в точке приложения силы и направлены, соответственно, от оси {\displaystyle z} под 900 к ней, по окружности в плоскости {\displaystyle xy} с центром на оси, и вдоль {\displaystyle z} (в сторону возрастания конкретной координаты), 
- Сферическая система координат

{\displaystyle m({\ddot {r}}-r{\dot {\varphi }}^{2}\sin ^{2}\theta -r{\dot {\theta }}^{2})=F_{r}},
{\displaystyle m([r{\ddot {\varphi }}+2{\dot {r}}{\dot {\varphi }}]\sin \theta +2r{\dot {\varphi }}{\dot {\theta }}\cos \theta )=F_{\varphi }},
{\displaystyle m(2{\dot {r}}{\dot {\theta }}+r{\ddot {\theta }}-r{\dot {\varphi }}^{2}\sin \theta \cos \theta )=F_{\theta }}, 
где {\displaystyle {\vec {F}}=F_{r}{\vec {e}}_{r}+F_{\varphi }{\vec {e}}_{\varphi }+F_{\theta }{\vec {e}}_{\theta }}, а орты {\displaystyle {\vec {e}}_{r}}, {\displaystyle {\vec {e}}_{\varphi }}, {\displaystyle {\vec {e}}_{\theta }} сферической системы берутся в точке приложения силы и направлены, соответственно, от центра {\displaystyle O}, по «параллелям», и по «меридианам» (в сторону возрастания конкретной координаты). 
- Разложение в соприкасающейся плоскости

В соприкасающейся плоскости ускорение {\displaystyle {\vec {a}}={\vec {a}}_{n}+{\vec {a}}_{\tau }} материальной точки массой {\displaystyle m} и действующую на неё силу {\displaystyle {\vec {F}}={\vec {F}}_{n}+{\vec {F}}_{\tau }} можно разложить на нормальную (перпендикулярную касательной к траектории в соприкасающейся плоскости) {\displaystyle {\vec {F}}_{n}=m{\vec {a}}_{n}} и тангенциальную (параллельную касательной к траектории в соприкасающейся плоскости) {\displaystyle {\vec {F}}_{\tau }=m{\vec {a}}_{\tau }} составляющие.
Абсолютная величина нормальной силы равна {\displaystyle F_{n}=ma_{n}=mv^{2}/R}, где {\displaystyle R} — радиус кривизны траектории материальной точки, {\displaystyle v} — абсолютная величина её скорости. Нормальная сила направлена к центру кривизны траектории материальной точки. В случае круговой траектории радиуса {\displaystyle R} абсолютная величина нормальной силы {\displaystyle F_{n}=m\omega ^{2}R}, где {\displaystyle \omega } — угловая скорость обращения точки. Нормальную силу также называют центростремительной.
Тангенциальная составляющая силы равна {\displaystyle F_{\tau }=ma_{\tau }=m{\frac {d^{2}s}{dt^{2}}}}, где {\displaystyle s=s(t)} — дуговая координата по траектории точки. Если {\displaystyle {\frac {d^{2}s}{dt^{2}}}>0}, то сила {\displaystyle {\vec {F}}_{\tau }} совпадает по направлению с вектором скорости {\displaystyle {\vec {v}}} и её называют движущей силой. Если {\displaystyle {\frac {d^{2}s}{dt^{2}}}<0}, то сила {\displaystyle {\vec {F}}_{\tau }} противоположна по направлению вектору скорости {\displaystyle {\vec {v}}} и её называют тормозящей силой.

## Второй закон за пределами классической механики

### В релятивистской динамике
Второй закон Ньютона в виде {\displaystyle m{\vec {a}}={\vec {F}}} приближённо справедлив только для скоростей, много меньших скорости света, и в инерциальных системах отсчёта.
В виде {\displaystyle {\frac {d{\vec {p}}}{dt}}={\vec {F}}} второй закон Ньютона точно справедлив также в инерциальных системах отсчёта специальной теории относительности и в локально инерциальных системах отсчёта общей теории относительности, однако при этом вместо прежнего выражения для импульса используется равенство  {\displaystyle {\vec {p}}={\frac {m{\vec {v}}}{\sqrt {1-{\frac {\displaystyle v^{2}}{\displaystyle c^{2}}}}}}}, где {\displaystyle c} — скорость света.
Существует и четырёхмерное релятивистское обобщение второго закона Ньютона. Производная четырёхимпульса {\displaystyle {\vec {\mathrm {P} }}} по собственному времени {\displaystyle \tau } материальной точки равна четырёхсиле {\displaystyle {\vec {\Phi }}}:
{\displaystyle {\vec {\Phi }}={\frac {d{\vec {\mathrm {P} }}}{d\tau }}}.
В релятивистской динамике вектор трёхмерного ускорения {\displaystyle {\vec {a}}} уже не параллелен вектору трёхмерной силы {\displaystyle {\vec {F}}}.

### В квантовой механике
Законы ньютоновской динамики, в том числе второй закон Ньютона, неприменимы, если длина волны де Бройля рассматриваемого объекта соизмерима с характерными размерами области, в которой изучается его движение. В этом случае необходимо пользоваться квантовомеханическими законами.
Тем не менее, второй закон Ньютона при определённых условиях актуален применительно к движению волнового пакета в квантовой механике. Если потенциальная энергия волнового пакета пренебрежимо мало изменяется в области нахождения пакета, то производная по времени среднего значения импульса пакета будет равна силе, понимаемой как градиент потенциальной энергии, взятый с обратным знаком (теорема Эренфеста).
Для описания движения частицы в потенциальном поле, в квантовой механике справедливо операторное уравнение, по форме совпадающее с уравнением второго закона Ньютона: {\displaystyle m{\frac {d{\hat {v}}}{dt}}=-\nabla {\hat {U}}}. Здесь: {\displaystyle m} — масса частицы, {\displaystyle {\hat {v}}={\frac {\hat {p}}{m}}} — оператор скорости, {\displaystyle {\hat {p}}} — оператор импульса, {\displaystyle {\hat {U}}=U(x,y,z)} — оператор потенциальной энергии, символ {\displaystyle \nabla } здесь означает взятие градиента.
Видоизменённый второй закон Ньютона используется и при квантовомеханическом описании движения электронов в кристаллической решётке. Взаимодействие электрона с периодическим электромагнитным полем решётки при этом учитывается введением понятия эффективной массы.

## Научно-историческое значение закона
Оценивая значение второго закона Ньютона, А. Эйнштейн писал:

Дифференциальный закон является той единственной формой причинного объяснения, которая может полностью удовлетворять современного физика. Ясное понимание дифференциального закона есть одно из величайших духовных достижений Ньютона… Только переход к рассмотрению явления за бесконечно малое время (т. е. к дифференциальному закону) позволил Ньютону дать формулировку, пригодную для описания любого движения… Так Ньютон пришёл… к установлению знаменитого закона движения:
 Вектор ускорения × Масса = Вектор силы. 
Это — фундамент всей механики и, пожалуй, всей теоретической физики.— Эйнштейн А. Собрание научных трудов. — М.: Наука, 1967. — Т. 4. — С. 82, 92. — 599 с. — (Классики науки). — 31 700 экз.
Все законы природы для сил в зависимости от свойств тел, их состояний и движений получаются из опытов и устанавливаются всегда и только на основе решения уравнения {\displaystyle {\vec {F}}=m{\vec {a}}}, которое употребляется для выражения силы.
Второй закон Ньютона является важной частью парадигмы, принятой в классической физической картине мира.

## Лагранжево и гамильтоново обобщения закона
В аналитической механике существует два аксиоматических подхода. При одном подходе в качестве аксиомы принимается второй закон Ньютона и из него выводятся уравнения Лагранжа. При другом подходе в качестве аксиомы принимаются уравнения Лагранжа. Тогда второй закон Ньютона рассматривается как следствие из них .
Из уравнений Лагранжа для произвольной голономной системы, на которую действуют как потенциальные ({\displaystyle Q_{i}^{p}}), так и непотенциальные ({\displaystyle Q_{i}^{n}}) обобщённые силы, {\displaystyle {\frac {d}{dt}}\left({\frac {\partial L}{\partial {\dot {q}}_{i}}}\right)-{\frac {\partial L}{\partial q_{i}}}=Q_{i}^{n}} следует, что производная по времени обобщённого импульса {\displaystyle p_{i}={\frac {\partial L}{\partial {\dot {q}}_{i}}}} равна суммарной обобщённой силе {\displaystyle Q_{i}=Q_{i}^{p}+Q_{i}^{n}={\frac {\partial L}{\partial q_{i}}}+Q_{i}^{n}}:
{\displaystyle {\dot {p}}_{i}=Q_{i}}.
Записанные так в декартовых координатах уравнения Лагранжа называются уравнениями движения в форме Ньютона.
Теорема об изменении обобщённого импульса обобщает и включает как частные случаи теоремы ньютоновской динамики об изменении количества движения и об изменении кинетического момента.
В гамильтоновой динамике
{\displaystyle {\dot {p}}_{i}=-{\frac {\partial H}{\partial q_{i}}}},
где, как и выше, {\displaystyle p_{i}={\frac {\partial L}{\partial {\dot {q}}_{i}}}} — обобщённый импульс, через {\displaystyle H=\sum _{i=1}^{s}p_{i}{\dot {q}}_{i}-L} обозначена функция Гамильтона, а {\displaystyle L=L(q_{i},{\dot {q}}_{i},t)} — лагранжиан, то есть разность кинетической и потенциальной энергий системы.